# Giovanni Battista Quarantotti
Pour les articles homonymes, voir Quarantotti.
Giovanni Battista Quarantotti, né le 27 septembre 1733 à Rome et mort le 15 septembre 1820 à Rome, est un cardinal italien du XIXe siècle.

## Biographie
Giovanni Battista Quarantotti exerce diverses fonctions au sein de la Curie romaine, notamment auprès de la Chambre apostolique et de la « Congrégation de la Propaganda Fide ».
Le pape Pie VII le crée cardinal in pectore lors du consistoire du 8 mars 1816. Sa création est publiée le 22 juillet 1816. 
Le cardinal Quarantotti est préfet du Tribunal suprême de la Signature apostolique et préfet de la presse de la Congrégation pour la Propaganda Fide.

### Sources
- Fiche du cardinal Giovanni Battista Quarantotti sur le site fiu.edu